# Killurin
Killurin är ett samhälle i republiken Irland.   Det ligger i grevskapet Uíbh Fhailí och provinsen Leinster, i den centrala delen av landet, 90 km väster om huvudstaden Dublin. Killurin ligger 77 meter över havet och antalet invånare är 163.
Terrängen runt Killurin är huvudsakligen platt, men söderut är den kuperad. Terrängen runt Killurin sluttar norrut.Runt Killurin är det glesbefolkat, med 15 invånare per kvadratkilometer. Närmaste större samhälle är Tullamore, 7,7 km nordost om Killurin. Trakten runt Killurin består i huvudsak av gräsmarker.